# الإعاقة وهويات مجتمع الميم
يمكن أن تلعب الإعاقة وهوية الإل جي بي تي دورًا مهمًا في حياة الفرد. يمكن أن تتقاطع الإعاقة والجنسانية في كثير من الأحيان، فبالنسبة للعديد من الأشخاص، فإن كونهم من ذوي الإعاقة ومثليي الجنس والمتحولين جنسياً قد يؤدي إلى تهميش مزدوج. يمكن للهويتين، إما بمفردهما أو معًا، أن تؤديا إلى تعقيد مسائل التمييز (في أماكن العمل أو المدارس أو غير ذلك) ويمكن أن تؤثر على الوصول إلى الموارد مثل أماكن الإقامة ومجموعات الدعم ورعاية كبار السن.
كما قام الأكاديميون بتحليل هوية الإل جي بي تي وعلاقتها بالإعاقة. لقد تم تصنيف هويات الإل جي بي تي على أنها اضطرابات عقلية من قبل بعض المجموعات، سواء تاريخيًا أو في الوقت الحاضر. وبدلاً من ذلك، اقترح بعض النشطاء والعلماء والباحثين أنه في ظل النموذج الاجتماعي للإعاقة، فإن فشل المجتمع في استيعاب وإدراج الأشخاص من مجتمع الإل جي بي تي يجعل هذه الهوية تعمل كإعاقة.

## معدلات الإعاقة
وبشكل عام، وجدت الدراسات أن مجتمع الإل جي بي تي يبلغ عن معدلات أعلى من الإعاقة مقارنة بالسكان بشكل عام.
في الدراسات التي تبحث في السكان في الولايات المتحدة، أفادت مجتمعات الإل جي بي تي بمعدلات أعلى من الإعاقة مقارنة بالأغلبية من المغايرين جنسياً والجنسين الطبيعيين. وفقًا لمشروع تقدم الحركة في عام 2019، يُقدر أن ما بين 3 إلى 5 ملايين شخص من المثليات والمثليين ومزدوجي الميل الجنسي والمتحولين جنسياً في الولايات المتحدة يعانون من الإعاقة. أفاد تقرير صادر عن حملة حقوق الإنسان في الولايات المتحدة عام 2022 أن 36% من البالغين من مجتمع الميم أبلغوا عن معاناتهم من إعاقة، بينما أبلغ 24% من البالغين غير مجتمع الميم عن معاناتهم من إعاقة. وجد تقرير صدر عام 2024 عن الشباب المثليين في أمريكا أن 29.7% من 3100 شاب شملهم الاستطلاع تم تشخيصهم بإعاقة، مع كون هذه الأرقام أعلى بالنسبة للشباب المتحولين جنسياً (33.3%) مقارنة بالشباب المثليين جنسياً (20.6%).
في دراسة أجريت عام 2022 على الكنديين ذوي الإعاقة، تم تحديد 8.7٪ من السكان ذوي الإعاقة أيضًا على أنهم 2S ( ثنائي الروح ) أو الإل جي بي تي. وجدت الدراسة نفسها أن "سكان 2Sالإل جي بي تي ذوي الإعاقة أصغر سناً من سكان غير 2Sالإل جي بي تي ذوي الإعاقة". من بين سكان 2Sالإل جي بي تي ذوي الإعاقة، أفادت الأغلبية (69.9%) بإعاقة مرتبطة بالصحة العقلية.
في الصين، تشير التقديرات التقريبية إلى أن عدد الأشخاص من مجتمع الإل جي بي تي ذوي الإعاقة يبلغ حوالي 5 ملايين شخص.

## النظرية الأكاديمية
لقد استفاد الأكاديميون الذين يكتبون عن نظرية المثلية الجنسية ودراسات الإعاقة من أعمال بعضهم البعض، حيث يدرس كلاهما ما يعتبره المجتمع طبيعيًا وكيف يتم التعامل مع هؤلاء الأشخاص خارج هذا التعريف. على سبيل المثال، استخدم المنظر روبرت ماكروير فكرة أدريان ريتش حول المغايرة الجنسية الإجبارية لفحص كيف يمكن للمجتمع أيضًا أن يديم "القدرة الجسدية الإجبارية". في كتابها "نسوية، غريبة، معاقة "، "لا يكون تفاعل أليسون كافر مع التقاطعات بين الجنسين والوقت المنهك أقوى من الحالات التي توضح فيها الاستجابات السائدة لسرديات الإعاقة المرتبطة بالنوع الاجتماعي".

## تاريخ
حتى عام 1990، صنفت منظمة الصحة العالمية المثلية الجنسية كاضطراب عقلي. في عام 2019، قامت المنظمة أيضًا بإزالة "اضطراب الهوية الجنسية"، الذي يشير إلى الأشخاص المتحولين جنسياً، من التصنيف الإحصائي الدولي للأمراض والمشاكل الصحية ذات الصلة.

### الولايات المتحدة
عملت منظمة Street Transvestite Action Revolutionaries (STAR)، وهي مجموعة أسستها مارشا بي جونسون وسيلفيا ريفيرا، على دعم الأشخاص المتحولين جنسياً والمثليين والأشخاص ذوي الإعاقة. دعت منظمة STAR إلى إنهاء الحبس النفسي غير التوافقي للأفراد من مجتمع الإل جي بي تي، وهو الأمر الذي شهدته جونسون في حياتها.
ومن بين الناشطين الآخرين في الولايات المتحدة المشاركين في كل من حركات حقوق المثليين وحقوق ذوي الإعاقة كيني فرايز، وباربرا جوردان، وكوني بانزارينو.
في أواخر سبعينيات القرن العشرين، تم تسجيل الحضور والمجموعات من ذوي الإعاقة في مسيرة فخر سان فرانسيسكو.
في ثمانينيات القرن العشرين وأوائل تسعينياته، تم تناول قضية شارون كوالسكي من قبل نشطاء حقوق ذوي الإعاقة والمثليين. كانت كوالسكي، وهي امرأة مثلية الجنس، قد أصبحت معاقة بعد تعرضها لحادث سيارة، وقد حصل والدها على حق حضانتها. وبعد ذلك، نقل والدها كوالسكي إلى دار رعاية المسنين على بعد خمس ساعات من شريكتها، كارين تومسون، ومنع تومسون من زيارة كوالسكي. وفي انتصار لكلا المجموعتين من الناشطين، قضت محكمة الاستئناف في ولاية مينيسوتا بأن يصبح تومسون الوصي القانوني على كوالسكي، بما يتماشى مع رغبات كوالسكي.
تأسس شهر فخر ذوي الإعاقة في عام 1990، مستوحى من فخر المثليين والسود.
في يونيو 2014، استضاف البيت الأبيض حلقة نقاشية حول قضايا المثليين والمتحولين جنسياً والإعاقة.

#### الرعاية الطبية
حتى عام 1973، كانت المثلية الجنسية مدرجة في الدليل التشخيصي والإحصائي للاضطرابات العقلية. على الرغم من أن العديد من نشطاء تحرير المثليين احتفلوا بإزالته، إلا أن آخرين كانوا غير مبالين أو حذرين بشأن مواءمة المجتمع الأوسع مع الجمعيات أو مقدمي الخدمات النفسية. قبل إزالته، استخدم كل من النشطاء المناهضين للطب النفسي ونشطاء تحرير المثليين إدراج المثلية الجنسية في الدليل التشخيصي والإحصائي للاضطرابات النفسية كوسيلة لانتقاد الطب النفسي ككل.
في أواخر سبعينيات القرن العشرين، أصبحت بوبي ليا بينيت أول امرأة متحولة جنسياً تخضع لعملية جراحية لتأكيد جنسها يغطيها برنامج الرعاية الطبية. كان بينيت، باعتباره مستخدمًا لكرسي متحرك مصابًا بخلل تنسج العظم الناقص، مشمولًا بالفعل بالسياسة، مما أجبر المحاكم على تحديد ما إذا كانت الجراحة تعتبر "علاجًا طبيًا مشروعًا"؛ وحتى هذه النقطة، كان على النشطاء المتحولين جنسياً الذين يحاولون تغطية جراحاتهم بموجب السياسة أن يجادلوا بأن كون الشخص متحولًا جنسيًا، في حد ذاته، كان إعاقة.
لقد جعل قانون الأمريكيين ذوي الإعاقة لعام 1990 (ADA) الإعاقة فئة محمية في الولايات المتحدة. ومع ذلك، استبعد القانون عمدًا المثلية الجنسية، ومزدوجة الميول الجنسية، و"التحول الجنسي، والتحول الجنسي... واضطرابات الهوية الجنسية غير الناتجة عن إعاقات جسدية" من تعريف القانون للإعاقة. وقد أدى هذا الاستبعاد إلى بعض الحالات التي زعم فيها المدعون أن اضطراب الهوية الجنسية هو "اضطراب في الهوية الجنسية" وبالتالي لا يمكن استيعابه بموجب قانون الأمريكيين ذوي الإعاقة. في عام 1998، أكدت قضية براجدون ضد أبوت أن فيروس نقص المناعة البشرية يُعتبر إعاقة محمية بموجب قانون الأمريكيين ذوي الإعاقة، والذي تم استخدامه لحماية الأفراد المصابين بفيروس نقص المناعة البشرية في السنوات التي تلت ذلك، والذين ينتمي العديد منهم إلى مجتمع المثليين.
في عام 2017، أصبحت كيت لين بلات أول امرأة متحولة جنسياً يُسمح لها بمقاضاة صاحب عملها بموجب قانون الأمريكيين ذوي الإعاقة لعدم استيعابها لاضطراب هويتها الجنسية.

## التحديات
يتعرض الأفراد من مجتمع الإل جي بي تي ذوي الإعاقة لمعدلات أعلى من التنمر في مرحلة الطفولة  ونقص التعليم الجنسي الشامل.
قد يواجه الأفراد من مجتمع الإل جي بي تي ذوي الإعاقة الذين يتلقون المساعدة من عائلاتهم أو مقدمي الرعاية صعوبة أكبر في إيجاد الوقت لممارسة العلاقة الحميمة أو ممارسة الجنس مع شركائهم. وبالمثل، قد يواجه أولئك الذين يعيشون في منازل جماعية صعوبات في الحفاظ على الخصوصية داخل العلاقات. قد تكون فرص الأشخاص الذين لا يستطيعون القيادة أو يحتاجون إلى مساعدة أثناء السفر لحضور مجموعات دعم الإل جي بي تي أو المساحات المجتمعية أو الأحداث محدودة أكثر.
قد تؤدي فرص السفر المحدودة إلى دفع بعض الأشخاص ذوي الإعاقة من مجتمع الإل جي بي تي، وخاصة أولئك الذين يعيشون في مناطق محافظة اجتماعيًا، إلى السعي إلى علاقات عبر الإنترنت أو علاقات طويلة المدى.

## تمييز

### الرعاية الطبية
في بعض الحالات، يستخدم مقدمو الخدمات الطبية أو السلطات الأخرى حالة الإعاقة لدى الشخص المتحول جنسيًا لحرمانه من الرعاية التي تؤكد جنسه، باستخدام الحجة القائلة بأن الشخص غير قادر بما يكفي لإعطاء موافقة مستنيرة على مثل هذه الرعاية. على نحو مماثل، قد ينكر الأشخاص هويتهم الذاتية كأشخاص من مجتمع الإل جي بي تي على أساس إعاقة شخص ما، وخاصة الإعاقة الفكرية.
بدلاً من ذلك، قد يتجنب الأفراد من مجتمع الإل جي بي تي طلب الرعاية الطبية اللازمة، مثل اختبار الأمراض المنقولة جنسياً، أو الوصول إلى خدمات الإعاقة بسبب التعليقات أو المعاملة المتحيزة من قبل مقدمي الرعاية الصحية. إن أولئك الذين يسعون للحصول على الرعاية الطبية، ولكنهم لا يكشفون عن هويتهم، قد يتعرضون لعواقب صحية سلبية عندما لا يأخذ أطباؤهم هويتهم في الاعتبار.
قد يكون الأفراد من مجتمع الإل جي بي تي ذوي الإعاقة الذين يحتاجون إلى رعاية منزلية معرضين للخطر بشكل خاص، حيث قد يكون من غير المرجح أن يكون لديهم عائلة يمكنها رعايتهم، وقد يدلي الممرضون أو مقدمو الرعاية الآخرون المستأجرون بتصريحات متحيزة أو غير متعلمة لمرضاهم. قد يختار بعض الأفراد تغيير مظهرهم أو سلوكهم ليظهروا بمظهر مستقيم أو متوافق مع جنسهم أمام مقدمي الرعاية. بالنسبة للأشخاص الذين ليسوا متأكدين من هويتهم الجنسية أو النوع الاجتماعي، فقد لا يكون مقدمو الرعاية أو المساعدون على استعداد لمناقشة الموضوع مع عملائهم.

### العلاقات الشخصية
يواجه كل من الأشخاص من مجتمع الإل جي بي تي والأشخاص ذوي الإعاقة معدلات عالية من الاعتداء الجنسي مقارنة بالسكان بشكل عام؛ وبالنسبة للأشخاص من مجتمع الإل جي بي تي والمعاقين، فإن الإحصائيات أعلى من ذلك.

### توظيف
قد تدفع الفرص المحدودة للتوظيف بعض الأشخاص ذوي الإعاقة من مجتمع الإل جي بي تي إلى البقاء في الخفاء في العمل، لتجنب الطرد. بالنسبة للأفراد ذوي الإعاقة الذين أعلنوا عن ميولهم الجنسية، فإن إعاقتهم وهويتهم الإل جي بي تي قد تحد من فرص العمل لديهم بشكل أكبر.
وجدت دراسة أجريت عام 2020 على المحامين الأمريكيين أن ما يقرب من 60٪ من المستجيبين الذين كانوا من مجتمع الإل جي بي تي وذوي الإعاقة أفادوا بأنهم تعرضوا للتمييز في مكان العمل فيما يتعلق بهوياتهم.
الشكوى الشائعة بين الأشخاص ذوي الإعاقة من مجتمع الإل جي بي تي هي أن مجتمع الإل جي بي تي لا يناقش الإعاقة، ومجتمع ذوي الإعاقة لا يناقش الهويات الغريبة. وهذه مشكلة خاصة بين حركات الإل جي بي تي في بلدان مثل الصين  ونيبال.
داخل مجتمع الإل جي بي تي، تظل إمكانية الوصول قضية مهمة. على سبيل المثال، لا تحتوي جميع المساحات المجتمعية الإل جي بي تي على مبانٍ أو مواقف سيارات يمكن الوصول إليها، أو ترجمة لغة الإشارة، أو لافتات برايل، أو خدمات TTY. قد تحتوي فعاليات الإل جي بي تي، مثل فعاليات ومسيرات الفخر، على مسارات يصعب على مستخدمي الكراسي المتحركة أو أجهزة التنقل التنقل فيها، أو مساحات مرهقة للغاية بالنسبة لأولئك الذين لديهم حساسية حسية. قد تفتقر المحاضرات أو التجمعات أو عروض الأفلام إلى ترجمة لغة الإشارة أو التسميات التوضيحية المغلقة. وقد يصبح هذا الأمر أكثر تعقيدًا بسبب الميزانيات المحدودة التي تمتلكها المنظمات أو المجموعات، مما يترك القليل من التمويل لتلبية احتياجات الأشخاص ذوي الإعاقة بشكل أفضل.
تعتبر القدرة على التعامل مع الإعاقة على نطاق أوسع أيضًا مشكلة داخل مجتمع الإل جي بي تي. أعرب الأشخاص من ذوي الإعاقة من مجتمع الإل جي بي تي أيضًا عن أن التركيز في المجتمع على المظهر يمكن أن يؤدي إلى شعور الأشخاص ذوي الإعاقة بالاستبعاد أو عدم الرغبة فيهم كشركاء. لا تزال المواقف التي تعتبر الأشخاص ذوي الإعاقة غير جنسيين بطبيعتهم سائدة أيضًا.
داخل المجتمعات ذات الإعاقة، تظل رهاب المثلية الجنسية ورهاب التحول الجنسي من القضايا المهمة.

## المنظمات ذات الصلة
أسست العديد من المنظمات التي تهدف على وجه التحديد إلى خدمة الأشخاص ذوي الإعاقة في مجتمع الإل جي بي تي. تشمل المنظمات الدولية منظمة فخر المثليين والمتحولين جنسياً والمكفوفين الدولي.
في الولايات المتحدة، تشمل هذه البرامج خدمات ودعم كبار السن من مجتمع المثليين ومزدوجي الميل الجنسي ومغايري الهوية الجنسية (SAGE). في المملكة المتحدة، تشمل هذه المنظمات دير براونتون، ومنظمة قوس قزح الصم في المملكة المتحدة، ومنظمة بارا برايد، ومنظمة ريجارد. في أستراليا، هناك منظمة أصوات قوس قزح الشاملة (IRV)  ومنظمة حقوق قوس قزح والدعوة.

## في وسائل الإعلام
تميل الشخصيات المعوقة الإل جي بي تي في الأفلام والتلفزيون إلى أن تكون نادرة؛ وجد تقرير صادر عن جلاد عام 2021 عدم وجود مثل هذه الشخصيات في أي إصدارات أفلام أمريكية رئيسية في ذلك العام. وجد تقريرهم لعام 2022 أن 27 شخصية فقط - 4.5% من جميع شخصيات الإل جي بي تي المحسوبة - كانوا أيضًا من ذوي الإعاقة. ومع ذلك، توجد بعض الأفلام والبرامج التلفزيونية التي تضم شخصيات من ذوي الإعاقة ومجتمع الميم، مثل مارغريتا مع سترو (2014)، الذي يتحدث عن طالب ثنائي الجنس مصاب بالشلل الدماغي، كوير آز فولك (2022)، الذي يتميز بشخصية جانبية تستخدم كرسيًا متحركًا، وسبيشل (2019)، وهو مسلسل عن رجل مثلي الجنس مصاب بالشلل الدماغي. وقد تم تضمين مثل هذه الشخصيات أيضًا في بعض عروض الأطفال، بما في ذلك الأمير التنين (2018)، والذي يحتوي على شخصية مثلية صماء متكررة، و طريق مسدود: حديقة خارقة للطبيعة (2022)، والذي يحتوي على بطلة ثنائية الجنس مصابة بالتوحد.
تناولت بعض مجلات الإل جي بي تي جمهورًا من ذوي الإعاقة بشكل خاص، مثل مجلة السدود والإعاقة وأشياء أخرى، من ماديسون، ويسكونسن، والتي تأسست في أواخر الثمانينيات واستمرت في النشر حتى عام 2001. تناولت مجلات الإل جي بي تي الأكثر عمومية أيضًا الإعاقة؛ على سبيل المثال، جعلت مجلة Sinister Wisdom للمثليات موضوع "حول الإعاقة" موضوع عددها الشتوي 1989/1990.